# باراکودا (آهنگ)
" باراکودا " آهنگی از گروه راک آمریکایی هارت است که در سال ۱۹۷۷ در سومین آلبوم استودیویی به نام لیتل کوئین به عنوان تک آهنگ اصلی آلبوم منتشر شد. این آهنگ در فهرست ۱۰۰ ترانه برتر بیلبورد در رتبه یازدهم قرار گرفت. در سال ۲۰۰۷، این آهنگ به عنوان یک آهنگ قابل پخش در موزیک ویدیو بازی گیتار هیرو ۳: اسطوره راک گنجانده شد. در سال ۲۰۰۹، «باراکودا» به عنوان سی و چهارمین آهنگ برتر هارد راک تمام دوران توسط وی‌اچ‌وان انتخاب شد.

## خلق اثر

### متن ترانه
آن ویلسون در مصاحبه ایی فاش کرد که این آهنگ در مورد خشم این گروه نسبت به ماشروم رکوردز بود که به عنوان یک شیرین‌کاری تبلیغاتی یک داستان ساختگی از رابطه بین محارم آن و خواهرش نانسی ویلسون شایعه کرد. این آهنگ در بر گیرنده خشم ان نسبت به یک مرد رادیویی است که پس از یک کنسرت به سراغ او آمد و از او پرسید که حال «عشق» اش چطور است. او ابتدا فکر کرد که آن مرد در مورد دوست پسرش، مدیر گروه مایکل فیشر صحبت می‌کند. پس از اینکه مرد فاش کرد که در مورد خواهرش نانسی صحبت می‌کند، آن خشمگین شد، به اتاق هتل خود بازگشت و متن اصلی آهنگ را نوشت.
مایک فلیکر، تهیه‌کننده، اضافه کرد که ماشروم رکوردز در مفاد قرارداد به قدری مبهم بود که هارت تصمیم گرفت همکاری با ان‌ها برای آلبومی را که روی آن کار می‌کردند، کنار بگذارد و در عوض با پوتریت رکوردز تازه تأسیس امضا کند. ینا به گفته فلیکر:" «باراکودا» به طور مفهومی یه بسیاری از مزخرفات و حاشیه‌های کسب و کار آهنگسازی اشاره می‌کند. باراکودا می‌تواند هرکسی باشد، از تبلیغ کننده محلی گرفته تا رئیس یک شرکت ضبط. آن شخص باراکودا است. متن این آهنک از تمامی تجربه‌های تلخ آن در این حرفه خلق شد.»